# Ancora vita
Ancora vita è un singolo pubblicato l'11 gennaio 2013 da Toto Cutugno e Annalisa Minetti.
È stato inciso per celebrare il 40º anno dalla fondazione dell'AIDO (Associazione italiana per la donazione di organi, tessuti e cellule).
Ancora vita è stato scritto per il testo da Andrea Mercurio mentre per la musica da Andrea Mercurio, Francesco Muggeo e Valter Savelli.
Il singolo viene accompagnato da un video musicale.

## Tracce
1. Ancora vita – 4:33 (testo: Andrea Mercurio – musica: Andrea Mercurio, Francesco Muggeo, Valter Savelli)